# CDS1
CDS1 (англ. CDP-diacylglycerol synthase 1) – білок, який кодується однойменним геном, розташованим у людей на короткому плечі 4-ї хромосоми.  Довжина поліпептидного ланцюга білка становить 461 амінокислот, а молекулярна маса — 53 304.
| 10         |  | 20         |  | 30         |  | 40         |  | 50         |
| ---------- |  | ---------- |  | ---------- |  | ---------- |  | ---------- |
| MLELRHRGSC |  | PGPREAVSPP |  | HREGEAAGGD |  | HETESTSDKE |  | TDIDDRYGDL |
| DSRTDSDIPE |  | IPPSSDRTPE |  | ILKKALSGLS |  | SRWKNWWIRG |  | ILTLTMISLF |
| FLIIYMGSFM |  | LMLLVLGIQV |  | KCFHEIITIG |  | YRVYHSYDLP |  | WFRTLSWYFL |
| LCVNYFFYGE |  | TVADYFATFV |  | QREEQLQFLI |  | RYHRFISFAL |  | YLAGFCMFVL |
| SLVKKHYRLQ |  | FYMFAWTHVT |  | LLITVTQSHL |  | VIQNLFEGMI |  | WFLVPISSVI |
| CNDITAYLFG |  | FFFGRTPLIK |  | LSPKKTWEGF |  | IGGFFSTVVF |  | GFIAAYVLSK |
| YQYFVCPVEY |  | RSDVNSFVTE |  | CEPSELFQLQ |  | TYSLPPFLKA |  | VLRQERVSLY |
| PFQIHSIALS |  | TFASLIGPFG |  | GFFASGFKRA |  | FKIKDFANTI |  | PGHGGIMDRF |
| DCQYLMATFV |  | HVYITSFIRG |  | PNPSKVLQQL |  | LVLQPEQQLN |  | IYKTLKTHLI |
| EKGILQPTLK |  | V          |  |            |  |            |  |            |

A: Аланін

C: Цистеїн

D: Аспарагінова кислота

E: Глутамінова кислота

F: Фенілаланін

G: Гліцин

H: Гістидин

I: Ізолейцин

K: Лізин

L: Лейцин

M: Метіонін

N: Аспарагін

P: Пролін

Q: Глутамін

R: Аргінін

S: Серин

T: Треонін

V: Валін

W: Триптофан

Кодований геном білок за функціями належить до трансфераз, фосфопротеїнів. 
Задіяний у таких біологічних процесах як метаболізм ліпідів, біосинтез ліпідів, поліморфізм. 
Білок має сайт для зв'язування з іоном магнію. 
Локалізований у мембрані, ендоплазматичному ретикулумі.